# 斯特凡·武奇科维奇
斯特凡·武奇科维奇（德語：Stephan Vuckovic，1972年6月22日—），德国男子铁人三项运动员。他曾参加2000年夏季奥运会铁人三项比赛男子个人小项，结果以1小时48分37秒58的总成绩获得银牌。